# Zdenko Muf
Zdenko Muf es un exfutbolista serbio. 

## Trayectoria
Empezó a jugar en la segunda división en Serbia (ex Yugoslavia) en el club FK Radnički, también conocido como Radnički Novi Beograd o simplemente Radnički Beograd. Se hizo conocido como uno de los delanteros más prolíficos en el PAS Giannina y Tecos. Él es un verdadero ídolo de la afición del club PAS Giannina en Grecia. Después de ir a México pronto comenzó a ser el goleador del equipo de Tecos y es aún hoy recordado como uno de los mayores importaciones europeas al fútbol mexicano. Jugó 171 partidos y marcó 45 goles en la Primera división mexicana. Se retiró con 32 años después de jugar media temporada más en el PAS Giannina, después de la temporada escandalosa del club, castigado con una remoción de 65 puntos por no pagar a sus jugadores y el descenso posterior a la segunda división griega. Actualmente es entrenador con UEFA "A" licencia.

### Clubes
| Club                   | País                | Año         | Partidos | Goles | Media |
| ---------------------- | ------------------- | ----------- | -------- | ----- | ----- |
| FK IMT Belgrado        | Serbia              | 1991 - 1992 | 26       | 17    | 0.65  |
| FK Radnički Jugopetrol | Serbia              | 1991 - 1993 | 34       | 11    | 0.32  |
| PAS Giannina           | Grecia              | 1993 - 1994 | 33       | 29    | 0.88  |
| Kalamata F.C.          | Grecia              | 1994 - 1995 | 42       | 15    | 0.36  |
| PAS Giannina           | Grecia              | 1995 - 1996 | 21       | 9     | 0.43  |
| Club Deportivo Badajoz | España              | 1996        | 8        | 0     | 0     |
| Panelefsiniakos F.C.   | Grecia              | 1997        | 16       | 10    | 0.63  |
| Estudiantes Tecos      | México              | 1997 - 2001 | 144      | 39    | 0.27  |
| Club León              | México              | 2001        | 16       | 3     | 0.19  |
| Estudiantes Tecos      | México              | 2002        | 11       | 3     | 0.27  |
| PAS Giannina           | Grecia              | 2002 - 2003 | 8        | 0     | 0     |
| Total en su carrera    | Total en su carrera | 1991 - 2003 | 359      | 136   | 0.37  |

- Datos: Q8067931